# Obština Stambolovo
Obština Stambolovo (bulharsky Община Стамболово) je bulharská jednotka územní samosprávy v Chaskovské oblasti. Leží v jižním Bulharsku ve střední části Východních Rodopů. Správním střediskem je ves Stambolovo, kromě ní zahrnuje obština 25 vesnic. Žije zde necelých 5 tisíc stálých obyvatel.

## Sídla
| - Balkan - Bjal Kladenec - Careva Poljana - Dolno Botevo - Dolno Čerkovište - Dolno Pole - Gledka - Goljam Izvor - Golobradovo | - Kladenec - Kralevo - Ljaskovec - Madžari - Malăk Izvor - Pătnikovo - Pčelari - Popovec - Rabovo | - Silen - Stambolovo (sídlo správy) - Svetoslav - Tănkovo - Vodenci - Vojvodenec - Zimovina - Žălti Brjag |

## Sousední obštiny
| Růžice kompasu |          | Chaskovo           | Charmanli | Růžice kompasu |
| Růžice kompasu | Kărdžali | Sever              |           | Růžice kompasu |
| Růžice kompasu | Kărdžali | Obština Stambolovo |           | Růžice kompasu |
| Růžice kompasu | Kărdžali | Jih                |           | Růžice kompasu |
| Růžice kompasu |          | Krumovgrad         | Madžarovo | Růžice kompasu |

## Obyvatelstvo
V obštině žije 4 831 stálých obyvatel a včetně přechodně hlášených obyvatel 15 225. Podle sčítáni 1. února 2011 bylo národnostní složení následující:
- Turci: 3 931 (68.5 %)
- Bulhaři: 1 320 (23.0 %)
- Romové: 474 (8.3 %)
- ostatní: 17 (0.3 %)